# Belcastel (Aveyron)
Belcastel ist eine französische Gemeinde mit 190 Einwohnern (Stand 1. Januar 2022) im Département Aveyron, Region Okzitanien (zuvor Midi-Pyrénées). Sie gehört zum Arrondissement Villefranche-de-Rouergue und zum Kanton Enne et Alzou. Sie ist als eines der Plus beaux villages de France (schönsten Dörfer Frankreichs) klassifiziert.

## Geografie
Das mittelalterliche Dorf liegt am Ufer des Aveyron in einer engen Flussschlaufe zwischen Rodez (24 km) im Osten und Villefranche-de-Rouergue (38 km) im Westen.

## Sehenswürdigkeiten
- Burg Belcastel mit Fundamenten aus dem 9. Jahrhundert
- Steinbrücke über den Aveyron mit fünf Bogen, errichtet von Seigneur Alzias de Saunhac im 15. Jahrhundert
- gut erhaltenes Dorfbild an seiner exponierten Lage in der Flussschlaufe

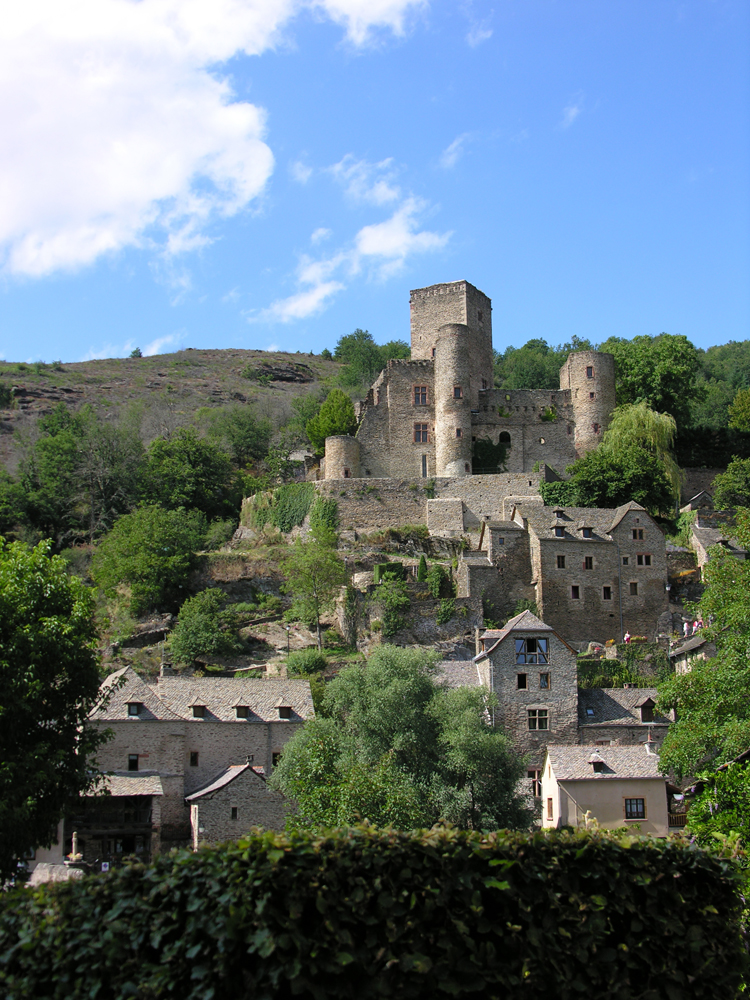
Die Burg
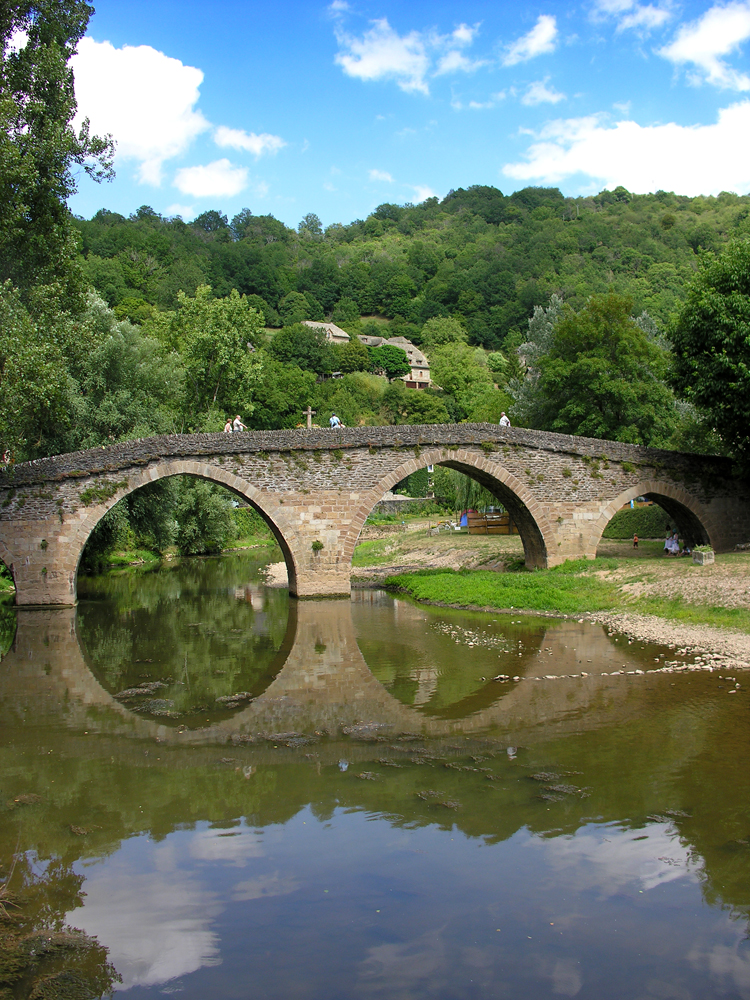
Die Brücke
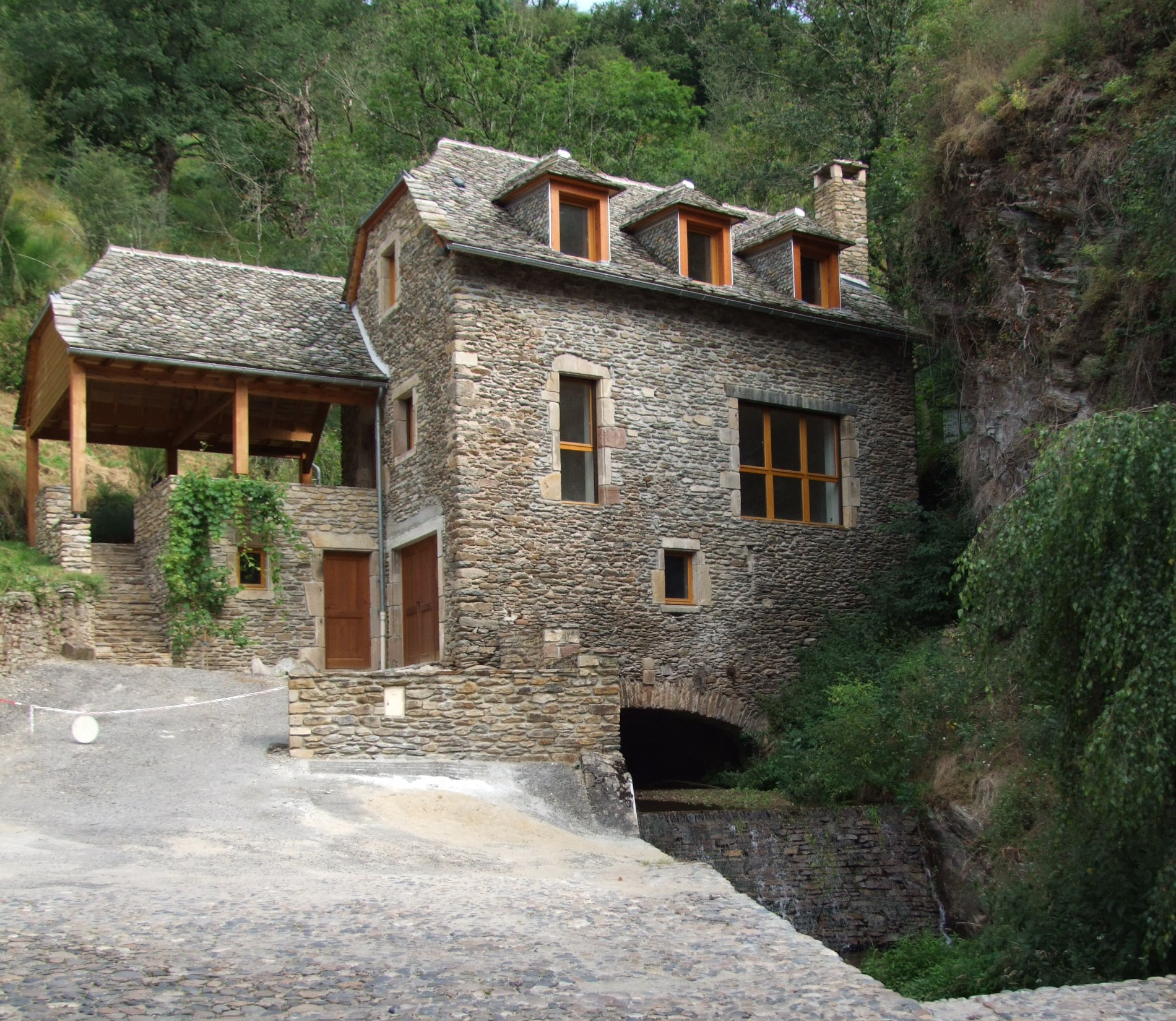
Altes Haus
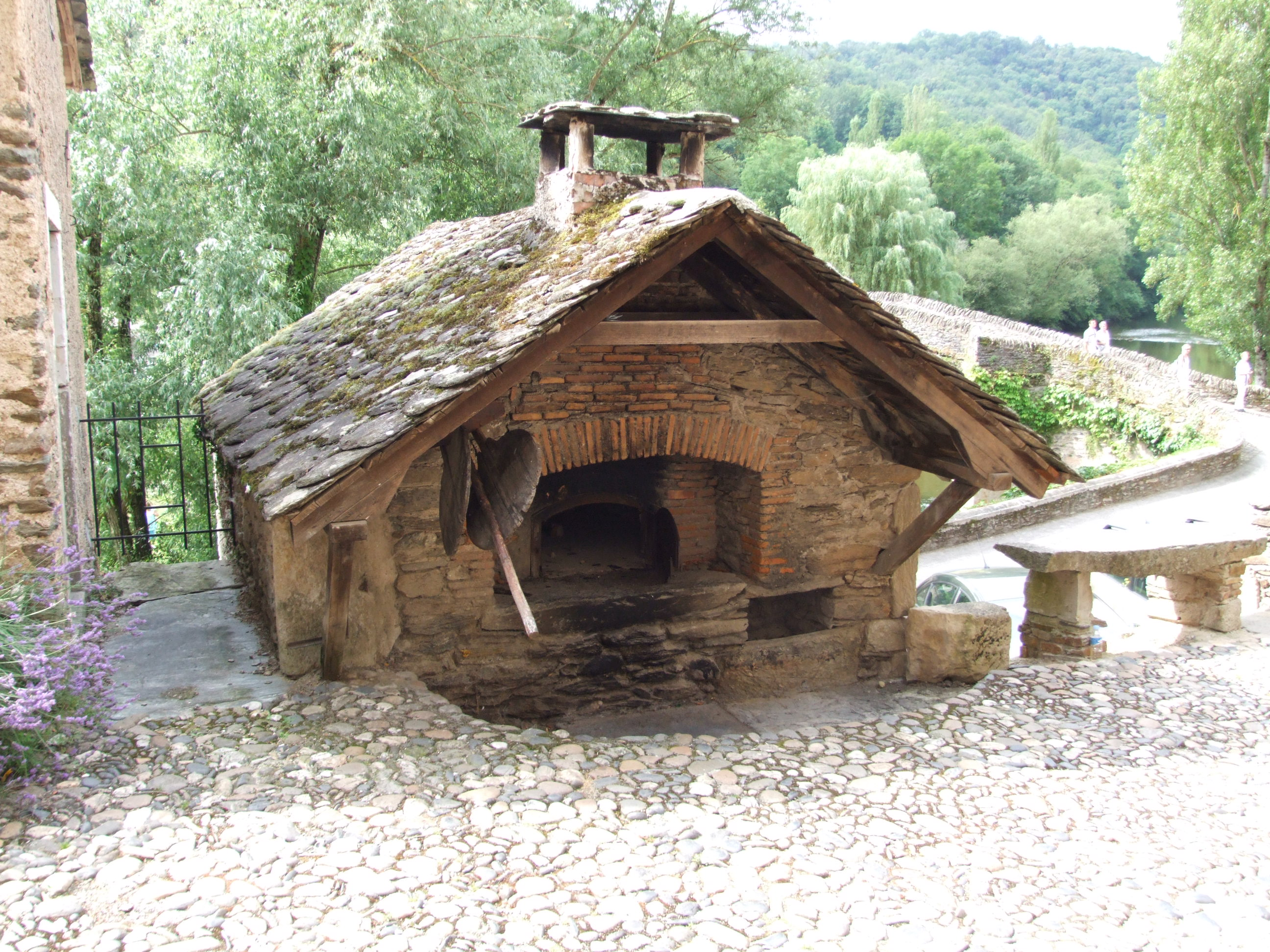
Backhäuschen

## Persönlichkeiten
Der Architekt Fernand Pouillon (1912–1986), der sich unter anderem um die Sanierung des Château verdient machte, verbrachte seinen Lebensabend in Belcastel.